# Jean Toutin
Jean Toutin, född 1578, död 14 juni 1644, var en fransk emaljarbetare, en av de första konstnärer som gjorde emaljerade porträttminiatyrer. Hans teknik användes av Jean Petitot och hans son Jean-Louis Petitot, liksom av Pierre Signac och Charles Boit.